# ピンク・トライアングル・パーク

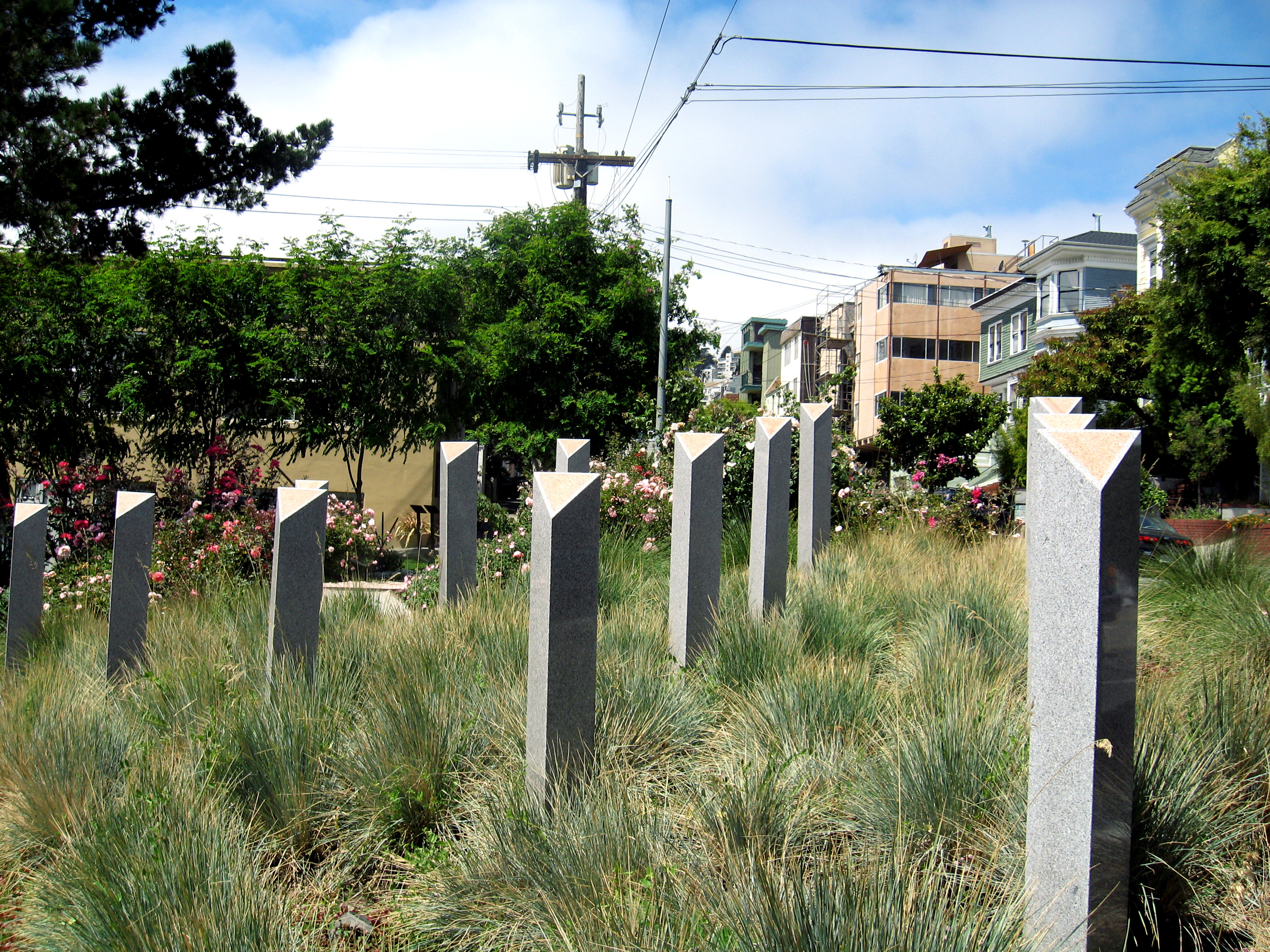
ピンク・トライアングル・パーク

ピンク・トライアングル・パークは、カリフォルニア州サンフランシスコのカストロ地区にある三角形の形をした小規模公園。ナチスとホロコーストによる同性愛者迫害を悼むアメリカ合衆国内で初めての常設追悼施設である。

## 概要

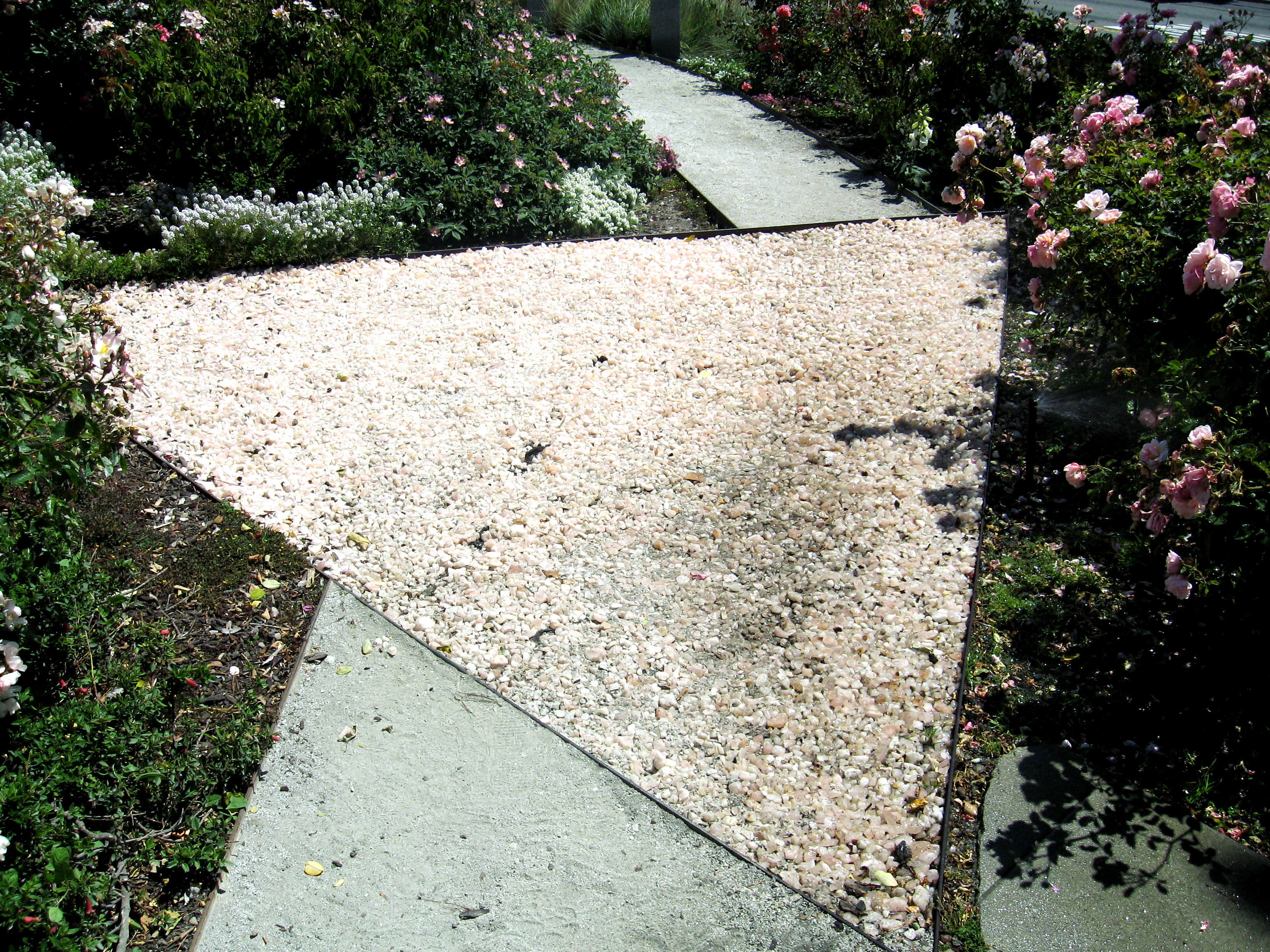
公園内のスペース

パークのレイアウト

花崗岩の三角柱15基が建てられ、1基がホロコーストにより殺害されたゲイ、レズビアン、バイセクシャル、トランスジェンダー1000人を表している。また公園の中央にはピンク・クオーツで覆われた三角形のスペースが設けられている。ピンク・トライアングルはナチスがゲイ男性に縫付を強制したバッジを起源にしたもの。
パークは2003年7月に Eureka Valley Promotion Association によって開設され、近隣住民によってメンテナンスがなされている。公園の存在意義について「個人や集団によっていかなる人々も人間性を損ないし得ることへの警鐘」を示しているとされる